# At stikke hovedet i busken
At stikke hovedet i busken er et ordsprog eller en talemåde der kan betyde, at man ikke vil se virkeligheden eller forsøge at løse problemer.